# 匈牙利-克罗地亚邦联
匈牙利-克罗地亚邦联（拉丁語：Regnum Croatiae）是克罗地亚历史上的一个时期，与独立的匈牙利王国组成的共主邦联。它始于1102年匈牙利国王卡爾曼在比奥格勒纳莫鲁的加冕典礼 ，并以1526年国王拉約什二世的去世和克罗地亚议会选举斐迪南一世为国王而结束。正式名称是克羅地亞和達爾馬提亞王國。

## 背景
1089年德米特里乌斯·兹沃尼米尔（Дмитар Звонимир）国王去世后，多病的斯捷潘二世被推选为国王但很快于1091年去世，特尔皮米罗维奇王朝宣告终结。埃琳娜王后（德米特里乌斯·兹沃尼米尔的遗孀）使她的兄弟匈牙利国王拉斯洛一世登上克罗地亚王位。1091年，拉斯洛一世占领了潘诺尼亚克罗地亚的大部分地区，并任命他的侄子阿尔莫什王子为克罗地亚国王。
克罗地亚贵族在大会上选举彼得·斯瓦契奇为国王（都于克宁），他通过驱逐匈牙利人而取得了暂时的成功。 1097 年，匈牙利新王“学者”卡尔曼在格沃兹德山（今彼得里尼亞附近）战役中取得了对克罗地亚人的决定性胜利，这导致了克罗地亚的灭亡。

## Pacta Conventa条约 (1102)
1102年，在一项通常被称为《Pacta Conventa》的条约中，克罗地亚贵族承认与匈牙利的邦联。该条约标志着由克罗地亚与匈牙利正式组成共主邦联。国王承诺不让匈牙利人居住在克罗地亚的土地上，保证在国王任命的班领下实行自治，并尊重克罗地亚贵族的特权。“学者”卡尔曼于1102年在比奧格勒納莫魯（当时克罗地亚的都城）加冕，成为匈牙利和克罗地亚的国王。
内容： 
- 克罗地亚贵族不纳税。
- 克罗地亚人只在克罗地亚境内服兵役；如果他们被派往匈牙利服役，他们将获得额外的薪水。
- 匈牙利国王承诺保护克罗地亚免受外部威胁。
- 匈牙利国王的权力在克罗地亚由班领行使。
- 克罗地亚有自己的议会（撒博 ）。

### 特罗吉尔协议 (1105)
通过缔结条约（Pacta Conventa），克罗地亚贵族承认“学者”卡尔曼为国王，但富庶的達爾馬提亞（斯普利特、特罗吉尔、扎達爾等）拒不承认。因此，国王再次率军来到达尔马提亚，并于1105年与达尔马提亚 签订了特罗吉尔协议：
特罗吉尔协议条款
- 匈牙利人不在薩瓦河以南的克罗地亚土地上定居。
- 经国王批准后城市有权选择自己的主教
- 城市不纳税，关税除外。
- 匈牙利军队撤回匈牙利。只留下一名皇家官员和少量士兵监督税收。根据《特罗吉尔协定》，从达尔马提亚进出口货物的所有税收的 2/3 都需要上缴皇家国库。

在克罗地亚和达尔马提亚缔结两项协议后，从 1108 年起，“学者”卡尔曼被正式称为“匈牙利、克罗地亚和达尔马提亚之王”   。由于斯拉沃尼亚自 1091 年以来一直处于匈牙利的控制之下，因此不受条约和特罗吉尔条约的约束。禁止匈牙利人在克罗地亚和达尔马提亚居住的禁令不适用于斯拉沃尼亚。

### 条约历史性争议
对于《Pacta Conventa》的历史准确性，历史学家有不同的看法 。该文件最古老的副本可以追溯到 14 世纪，但许多历史学家认为，这份副本充其量只是部分条约内容和14世纪的时政的混合体。克罗地亚的大多数历史学家认为，这份14 世纪的充分地解释了 1102 年的协议。
有一份日期为1142年的文件证实了条约的签署。在其中，匈牙利国王蓋薩二世谈到了他将遵守的协议，但并没有提到条约的内容 

## 地理及行政区划
克罗地亚王国的西部边界直达亚得里亚海，在东南部的弗尔巴斯河和内雷特瓦河的河道作为边界，北部边界靠近卡佩拉山口（克罗地亚中部）和库帕河  。达尔马提亚和内雷特瓦河之间的领土，西胡姆（Хум），并不总是为克罗地亚所有。
达尔马提亚最初指的只是沿海的几个城市和岛屿，有时会用作克罗地亚的同义词，在15世纪随着威尼斯共和国的扩张其范围才进一步向内陆延伸。15 世纪下半叶至16世纪初，克罗地亚的边界向北延伸，包括萨格勒布及其周边地区的领土 。
克罗地亚由一位总督（班）统治。1196年伊姆雷继位后，他的弟弟安德拉斯二世于1198年成为克罗地亚和达尔马提亚公爵。因此，从 1198 年起，克罗地亚和斯拉沃尼亚由克罗地亚公爵统治，即使作为半独立的统治者，仍被称为克罗地亚王国。公爵设置总督（班）管理当地，他们通常由克罗地亚人或匈牙利人大贵族担任。一个总督（班）统治着整个克罗地亚，直到1225年，克罗地亚被分为两个总督管理：克罗地亚和达尔马提亚总督和斯拉沃尼亚总督，到 1476 年正式合并为一个。克罗地亚的领土被划分为县（克罗地亚语：županija），每个县都隶属于一个王子（Županъ）。根据克罗地亚的习俗 ，克罗地亚的王子由当地贵族担任，他们的权力像 1102 年以前一样依靠世袭。在宗教事务上，卡佩拉山口以南的克罗地亚由斯普利特主教管辖，而斯拉沃尼亚则由考洛乔主教管辖 。

## 邦联的政治
在最初的150年间，匈牙利王室会分别在匈牙利和克罗地亚举行加冕礼，但之后便仅在匈牙利举行，并在仪式结束后通知克罗地亚议会。议会有权拒绝国王上任，1490年雅盖洛王朝的烏拉斯洛二世在加冕后直到1492年克罗地亚议会才承认他的合法性。

## 蒙古袭来
在贝拉四世统治期间，蒙古人征服了基辅罗斯，于1241年入侵匈牙利。在1241年4月11日蒂萨河之战，蒙古人击败了匈牙利军队 。拔都派他的表弟合丹率军追捕逃往克罗地亚的贝拉国王 。
1242年蒙古人越过德瓦拉河开始在克罗地亚劫掠，贝拉四世逃至斯普利特。然而随着窝阔台的驾崩，蒙古军队回转马头，通过塞尔维亚经泽塔返回保加利亚。

## 结局
1453年征服君堡后，奥斯曼人迅速向西向北侵略，这也威胁到了克罗地亚。  1463 年波斯尼亚沦陷后，马加什一世强化了克罗地亚的防御体系，因此奥斯曼人难以突破防线，但他们经常对克罗地亚和匈牙利南部防御薄弱地区进行掠袭。在 1482 年他们征服了黑塞哥维那的大部分地区和克罗地亚南部的一些要塞。 
在摩哈赤战役败给奥斯曼人外加拉约什二世的死亡，邦联在实质上已然破裂。1527年1月1日，部分贵族推举扎波尧伊·亚诺什为匈牙利国王，但并未得到广泛承认。终于在1570年哈布斯堡王朝被承认为匈牙利国王。至此有关匈牙利王位长达43年的纷争结束了。克罗地亚再与匈牙利结为邦联；在奥地利的统治下，在 18 世纪和 19 世纪，这些土地被称为圣史蒂芬王冠领地。

## 圖庫

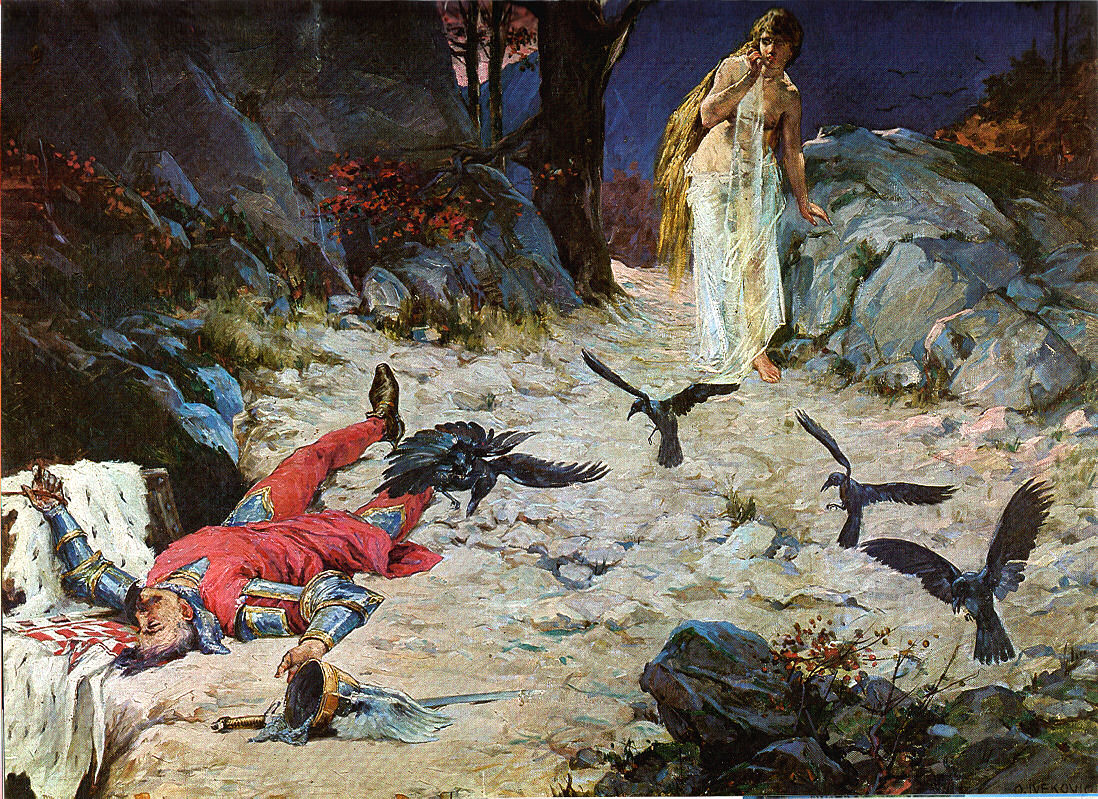
伊维科维奇.国王彼得·斯瓦契奇之死
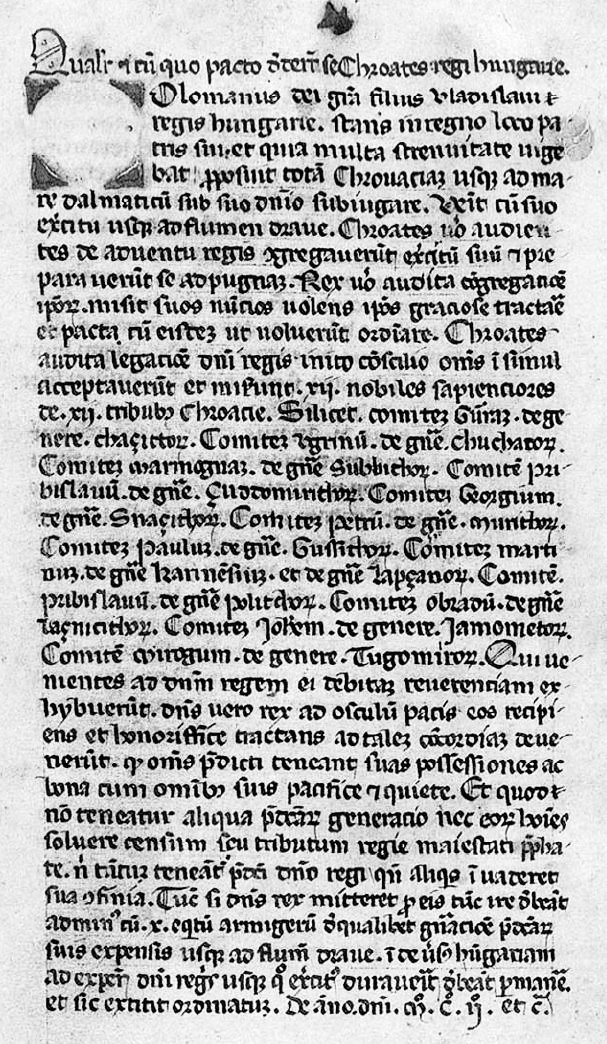
藏于布达佩斯博物馆的14世纪的手稿
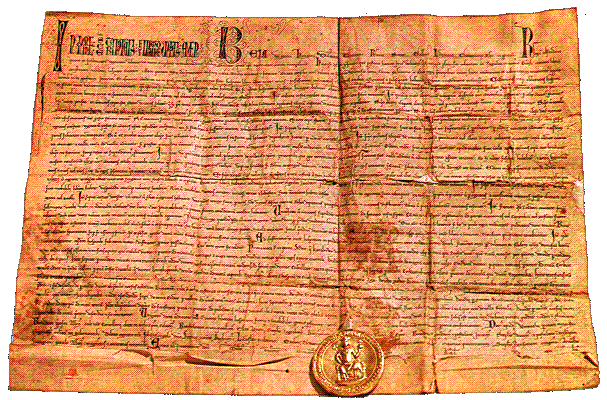
贝拉四世的金印，据此萨格勒布获得了皇家自由市的地位
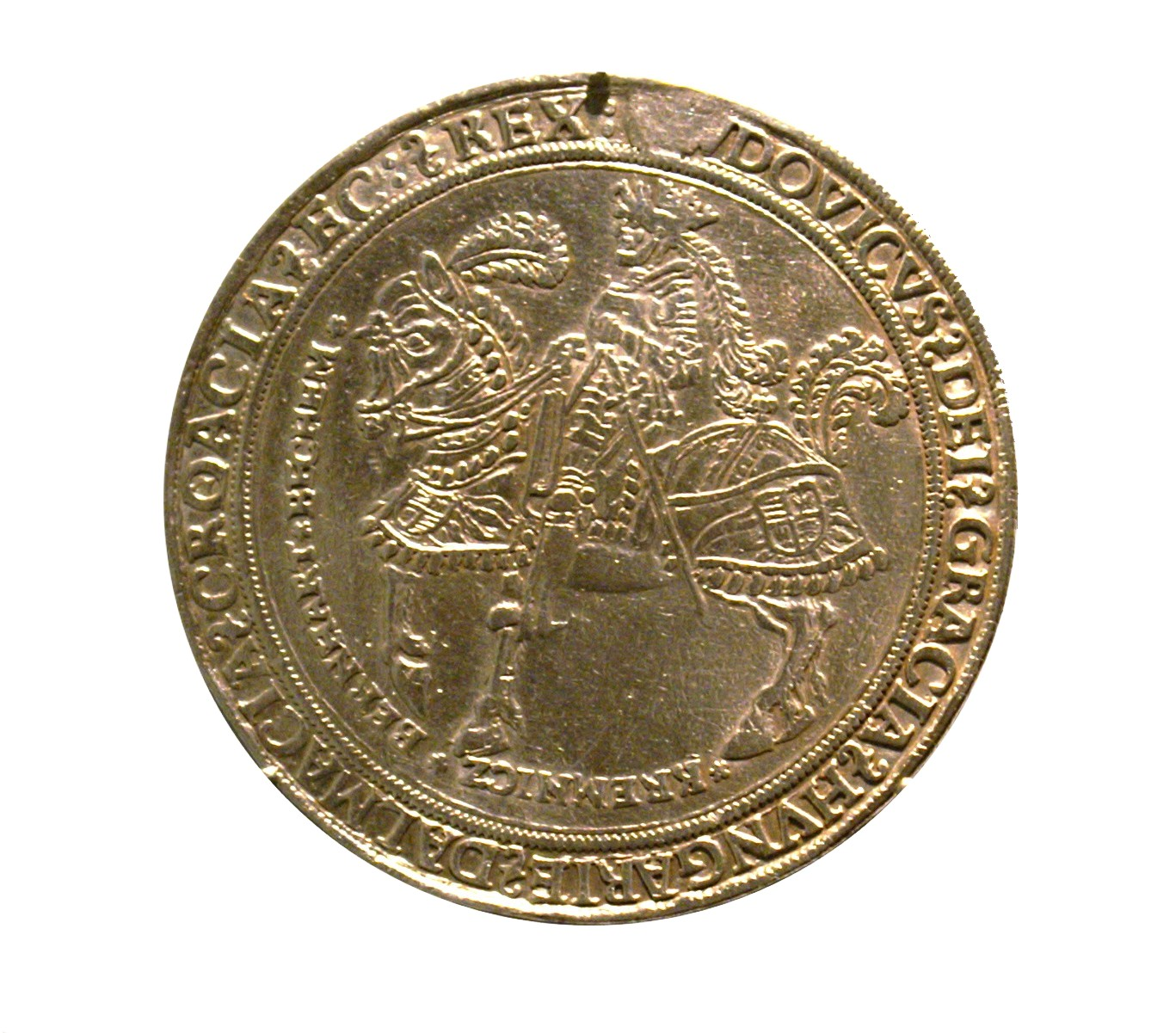
拉约什二世。铭文：拉约什二世、匈牙利、达尔马提亚和克罗地亚国王